# Christinna Pedersen

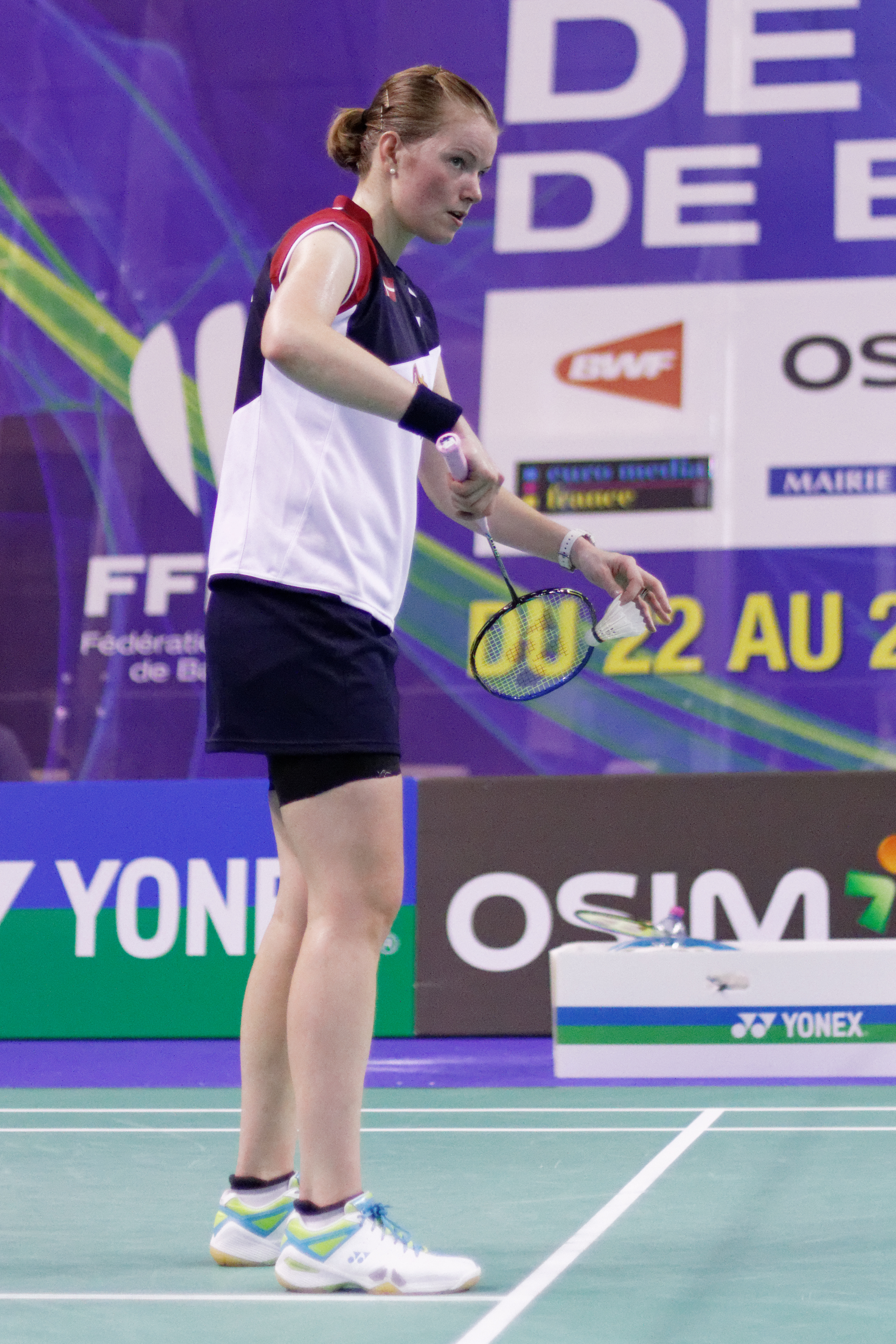
Christinna Pedersen

Christinna Pedersen (* 12. Mai 1986 in Aalborg) ist eine dänische Badmintonspielerin. Sie ist Doppelspezialistin, die sowohl im Mixed als auch im Frauendoppel erfolgreich war.

## Leben
Pedersen fing 2008 an, Mixed mit Joachim Fischer Nielsen zu spielen. Im selben Jahr gewannen die beiden die Denmark Open. Weiteren Erfolg konnten Pedersen und Fischer Nielsen 2009 und 2014 genießen, als sie den dritten Platz bei den Weltmeisterschaften erreichten. Auch bei den 2012 Olympischen Spielen holten sie Bronze. 2009, 2012 und 2013 gewannen Pedersen und Fischer das BWF Super Series Finale. Seit Fischer Nielsens Fußverletzung bei den Weltmeisterschaften 2017 spielt Pedersen mit Mathias Christiansen.
Seit 2010 spielt Pedersen mit ihrer Lebensgefährtin Kamilla Rytter Juhl im Frauendoppel. 2016 erreichten sie den zweiten Platz bei den Olympischen Spielen in Rio.

## Sportliche Erfolge
| Saison    | Veranstaltung                                    | Disziplin       | Platz | Name                                                                  |
| --------- | ------------------------------------------------ | --------------- | ----- | --------------------------------------------------------------------- |
| 1998/1999 | Dänemark: Einzelmeisterschaften der Junioren U13 | Mixed           | 1     | Christinna Pedersen, Gug / Anders Olander, Højbjerg                   |
| 2000/2001 | Dänemark: Einzelmeisterschaften der Junioren U15 | Damendoppel     | 1     | Christinna Pedersen, GUG / Maria Søndergaard, Vorup                   |
| 2002/2003 | Dänemark: Einzelmeisterschaften der Junioren U17 | Damendoppel     | 1     | Mette Bisgaard, Nr. Broby / Christinna Pedersen, GUG                  |
| 2002/2003 | Dänemark: Einzelmeisterschaften der Junioren U17 | Mixed           | 1     | Rasmus Bonde, Aarhus / Christinna Pedersen, GUG                       |
| 2003/2004 | Dänemark: Einzelmeisterschaften der Junioren U19 | Mixed           | 1     | Rasmus Bonde / Christinna Pedersen, GUG                               |
| 2005      | Junioren-Europameisterschaft                     | Damendoppel     | 2     | Christinna Pedersen / Tine Kruse                                      |
| 2005      | Junioren-Europameisterschaft                     | Mixed           | 1     | Rasmus Bonde / Christinna Pedersen                                    |
| 2006      | Czech International                              | Damendoppel     | 1     | Mie Schjøtt-Kristensen / Christinna Pedersen                          |
| 2006/2007 | Dänemark: Einzelmeisterschaften                  | Damendoppel     | 1     | Christinna Pedersen, Frederikshavn / Mie Schjøtt-Kristensen, Hillerød |
| 2007      | Türkei: Internationale Meisterschaften           | Mixed           | 3     | Rasmus Bonde / Christinna Pedersen                                    |
| 2007      | Swedish International Stockholm                  | Mixed           | 1     | Rasmus Bonde / Christinna Pedersen                                    |
| 2007      | Portugal International                           | Mixed           | 1     | Rasmus Bonde / Christinna Pedersen                                    |
| 2007      | Czech International                              | Damendoppel     | 1     | Mie Schjøtt-Kristensen / Christinna Pedersen                          |
| 2007      | Finnish International                            | Damendoppel     | 1     | Mie Schjøtt-Kristensen / Christinna Pedersen                          |
| 2007      | Dutch Open                                       | Mixed           | 1     | Rasmus Bonde Nissen / Christinna Pedersen                             |
| 2007      | Czech International                              | Mixed           | 1     | Rasmus Bonde / Christinna Pedersen                                    |
| 2008      | Denmark Open                                     | Mixed           | 1     | Christinna Pedersen / Joachim Fischer Nielsen                         |
| 2008      | Dutch Open                                       | Mixed           | 1     | Christinna Pedersen / Joachim Fischer Nielsen                         |
| 2009      | Denmark Open                                     | Mixed           | 1     | Christinna Pedersen / Joachim Fischer Nielsen                         |
| 2009      | Weltmeisterschaft                                | Mixed           | 3     | Christinna Pedersen / Joachim Fischer Nielsen                         |
| 2011      | Swiss Open                                       | Mixed           | 1     | Joachim Fischer Nielsen / Christinna Pedersen                         |
| 2012      | Badminton-Mannschaftseuropameisterschaft         | gemischtes Team | 2     | Christinna Pedersen / Joachim Fischer Nielsen                         |
| 2012      | BWF Super Series Finale                          | Damen-Team      | 2     | Christinna Pedersen / Joachim Fischer Nielsen                         |
| 2012      | Olympische Sommerspiele                          | Mixed           | 3     | Christinna Pedersen / Joachim Fischer Nielsen                         |
| 2013      | Malaysia Super Series                            | Mixed           | 1     | Christinna Pedersen / Joachim Fischer Nielsen                         |
| 2013      | Badminton-Mannschaftseuropameisterschaft         | gemischtes Team | 2     | Christinna Pedersen / Joachim Fischer Nielsen                         |
| 2013      | Swiss Open                                       | Mixed           | 1     | Christinna Pedersen / Joachim Fischer Nielsen                         |
| 2013      | Indonesia Super Series Premier                   | Mixed           | 2     | Christinna Pedersen / Joachim Fischer Nielsen                         |
| 2013      | Copenhagen Masters                               | Mixed           | 1     | Joachim Fischer Nielsen / Christinna Pedersen                         |
| 2015      | Malaysia GPG                                     | Damendoppel     | 1     | Christinna Pedersen / Kamilla Rytter Juhl                             |
| 2015      | Malaysia GPG                                     | Mixed           | 1     | Christinna Pedersen / Joachim Fischer Nielsen                         |
| 2015      | German Open                                      | Damendoppel     | 1     | Christinna Pedersen / Kamilla Rytter Juhl                             |
| 2016      | Olympische Sommerspiele                          | Damendoppel     | 2     | Christinna Pedersen / Kamilla Rytter Juhl                             |